# Велтенбургер
Велтенбургер' (на немски: Weltenburger) е марка немска бира, която се произвежда от манастирската пивоварна „Klosterbrauerei Weltenburg“ в Келхайм, Бавария, Германия. Годишното производство на пивоварната е около 30 000 хектолитра бира.

## История
Историята на бирата „Велтенбургер“ е свързана с историята на абатство Велтенбург. Абатство Велтенбург е основано през 617 г. от ирландски и шотландски монаси и е най-старият действащ манастир в Бавария.  Около 800 г. манастирът става част от Бенедиктинския орден. През 1050 г. е основана манастирската пивоварна.
През 1803 г. в хода на общата секуларизация на Бавария абатството е закрито. 
На 25 август 1842 г. Велтенбург е възстановен като приорат на абатство Метен. През 1846 г. е възстановено производството на манастирската бира. През 1858 г. манастирът става част от Баварската конгрегация на Бенедиктинския орден, а през 1913 г. отново получава статут на самостоятелно абатство.

## Марки бира
Търговският асортимент на пивоварната включва следните марки:
- Weltenburger Kloster Barock Dunkel – тази бира получава златен медал на World Beer Cup Award през 2004 и 2008 г. за най-добра тъмна бира.[4]
- Weltenburger Kloster Asam Bock
- Weltenburger Kloster Anno 1050
- Weltenburger Barock Hell
- Weltenburger Urtyp Hell
- Weltenburger Weißbier hell
- Weltenburger Weißbier dunkel
- Weltenburger Weißbier alkoholfrei
- Weltenburger Pils
- Weltenburger Kloster Winter-Traum